# 范暠
范暠（？—？），南阳順陽（今河南省淅川县李官桥镇）人，順陽范氏第六代。南朝宋其間曾任宜都太守，在任其間一直照顧其嫡母。著有《論語別義》共十卷。其父范泰乃東晉末及南朝宋官員。有一兄三弟，其兄范昂年輕時去世，三弟均乃南朝宋官員，范晏為侍中、光祿大夫、范曄為太子詹事及著有史學著作《後漢書》及范廣淵為撫軍咨議參軍、記室。曾因其弟范曄謀反的罪名被滿門抄斬逃往廣州，直至世祖劉駿登基才返回。

## 參看
- 順陽范氏